# Zaccaria
|  | Aquest article tracta sobre la família genovesa. Vegeu-ne altres significats a «Zacaries». |

Els Zaccaria (en català Zacaries) van ser una família genovesa que va governar Focea, Quios i altres illes, i als darrers anys algunes parts del Peloponès.

## Història
L'any 1247 el genovès Giovanni Vitale va dominar Quios de fet, però de iure va quedar dins dels dominis de l'Imperi Romà d'Orient. El 10 de juliol de 1261 el Tractat de Nimfèon va reconèixer la sobirania civil genovesa però Miquel VIII Paleòleg es reservava per l'Imperi l'alta sobirania. Al Tractat de Viterbo del 27 de maig de 1267, Balduí II va cedir a Carles d'Anjou tots els drets nominals sobre Grècia però es va reservar la sobirania de les illes, que van quedar de fet com a domini comercial genovès, però Quios es va convertir en un niu de pirates de tota mena.
L'any 1304 l'emperador romà d'Orient la va donar en feu a Benet I Zaccaria, que tenia el monopoli comercial a Focea. Va morir el 1307 i el va seguir el seu fill Benet II Paleòleg Zaccaria. Al morir el 1314, el seu fill Martí Zaccaria va assolir el poder junt amb son germà Benet III Zaccaria, en comú, fins que Benet II va ser instaurat pels romans d'Orient el 1329 com a governador únic. El feu va tornar a l'Imperi el 1330 quan Benet III es va revoltar sense èxit.

## Governadors de Focea[1]
- Benet I Zaccaria vers 1288-1304
- Tedèsio Zaccaria 1304-1313
- A l'Imperi Romà d'Orient 1313-1314
- Andreolo Cattaneo 1314-1331
- Domenicco Cattaneo 1331-1334

## Senyors de Quios[1]
- Benet I Zaccaria 1304-1307
- Benet II Palèoleg Zaccaria 1307-1314 (fill)
- Martí Zaccaria 1314-1329 (fill)
- Benet III Zaccaria 1314-1330 (germà)
- A l'Imperi Romà d'Orient 1330

## Barons de part del Peloponès[1]
- Martí Zaccaria 1315-1329
- Bartolomeo Zaccaria 1329-1334 (fill)
- Centurió I Zaccaria 1334-1382 (germà)
- Andrònic Asen 1382-1402 (fill)
- Stefano Zaccaria 1402-1403 (fill)
- Centurió II Zaccaria 1403-1432 (regent 1402-1403), conserva Arcàdia el 1430
- Caterina Zaccaria 1432 (filla) des 1430 la major part
- Tomàs Paleòleg príncep de l'Imperi Romà d'Orient 1432 (espòs) des 1430 la major part
- a l'Imperi Romà d'Orient 1432.